# Klan Walkerów
Klan Walkerów (tytuł oryg. Sons & Daughters) – amerykański serial telewizyjny, emitowany w Stanach Zjednoczonych od 7 marca do 4 kwietnia 2006 roku. Serial pokazała stacja ABC, każdy z jedenastu odcinków trwał trzydzieści minut. W Polsce serial emituje TVN 7.
Wykreowany przez Freda Gossa, Lorne'a Michaelsa i Nicka Holly'ego oraz wyprodukowany przez Broadway Video i NBC Universal Television, projekt stylistyką wpisuje się zarówno w nurt serialu obyczajowego, jak również komediowego, przypominając nieznacznie słynną Ally McBeal. Gwiazdami Klanu Walkerow są: Dee Wallace-Stone, Fred Goss, Desmond Harrington, Jerry Lambert oraz Gillian Vigman.

## Fabuła
Życie Camerona Walkera kręci się wokół jego obszernej familii – kochającej żony Liz, syna Henry'ego, matki Colleen i ojczyma Wendala oraz licznych braci i sióstr. Cameron uważa się za najbardziej rozsądnego członka familii Walkerów i stara się naprawić każdy problem, jaki pojawi się w rodzinie.

## Obsada
- Fred Goss – Cameron Walker
- Gillian Vigman – Liz Walker
- Jerry Lambert – Don Fenton
- Alison Quinn – Sharon Fenton
- Dee Wallace-Stone – Colleen Halbert
- Max Gail – Wendal Halbert
- Desmond Harrington – Wylie Blake
- Greg Pitts – Tommy "Whitey" White
- Amanda Walsh – Jenna Halbert
- Eden Sher – Carrie Fenton
- Randy Wayne – Jeff Fenton
- Trevor Einhorn – Henry Walker
- Noah Matthews – Ezra Walker
- Nick Shafer – Danny Halbert
- Alexandra Gold Jourden – Marni Walker
- Christine Lakin – Sydney

## Spis odcinków
| N/o | Polski tytuł | Angielski tytuł   |
| --- | ------------ | ----------------- |
| 1   | ---          | Anniversary Party |
| 2   | ---          | Bowling Night     |
| 3   | ---          | Film Festival     |
| 4   | ---          | BBQ Therapy       |
| 5   | ---          | Family Finance    |
| 6   | ---          | Karaoke           |
| 7   | ---          | Hospital Visit    |
| 8   | ---          | Surprise Party    |
| 9   | ---          | House Party       |
| 10  | ---          | The Homecoming    |
| 11  | ---          | Paige Returns     |